# Przylesie (województwo wielkopolskie)
Przylesie – wieś w Polsce położona w województwie wielkopolskim, w powiecie leszczyńskim, w gminie Wijewo.
W latach 1975–1998 miejscowość położona była w województwie leszczyńskim.
Do 31 grudnia 2011 miejscowość była przysiółkiem, od 1 stycznia 2012 miejscowość jest wsią.